# 20427 Hjalmar
20427 Hjalmar este o planetă minoră (asteroid), cu un diametru de 17,924 km, din centura de asteroizi. A fost descoperită pe 13 noiembrie 1998 la Observatorul La Silla de Claes-Ingvar Lagerkvist⁠(d). 
Obiectul prezintă o orbită caracterizată de o semiaxă mare de 3,1355047 UAi, o excentricitate de 0,11, o înclinație de 23,98865 ° în raport cu ecliptica.